# Lydmor
Jenny Rossander (født 27. januar 1990) med kunstnernavnet Lydmor er en dansk sanger, sangskriver og producer af elektronisk dancemusik, samt feminist med base i København. Hun er oprindeligt fra Aarup på Fyn, har gået på efterskole på Langeland og gymnasium i Struer og Aarhus. 
Jenny Rossander begyndte at skrive sange som 14-årig, lave elektronisk musik som 18-årig, og begyndte at kalde sig Lydmor som 20-årig.
Kunstnernavnet Lydmor  stammer fra tiden i Aarhus, fortæller hun: “Vi var en masse mennesker. Blandt andre en kvinde med en madvogn. Hun blev kaldt madmor. Og så var der mig. Jeg havde en lydvogn, hvor jeg hyrede bands og indspillede folks demoer gratis. Det var der, jeg fik navnet Lydmor.”
I 2019 har hun optrådt på festivalerne Northside, Tinderbox, Roskilde Festival og Ja Ja Ja Festival.

## Diskografi

### Albums
- A Pile of Empty Tapes (2012)
- Y (2015)
- Seven Dreams of Fire (2015) sammen med Bon Homme
- I Told You I’d Tell Them Our Story (2018)
- Capacity (2021)
- Nimue (2022)

### Singler[5][6]
- Det skinnende
- If You Want Capacity
- I Love You
- Nevada
- Someone We Used To Love
- Shanghai Roar
- Dream Of Fire
- Heard You The First Time[7]
- LSD Heart[8]

### Teater og film
- Sangen "Vild" til filmen Vildheks (2018)
- Musik til teaterstykket Orestien på Aarhus Teater (2019)[9]
- Musik til Venuseffekten (2021)
- Musik til Fantomforhold (2021)
- Vokaleffekter i Evil Dead Rise (2023)
- Instruktion og musik til kortfilmen Altid/Aldrig noget andet (2024)
- Musik til filmen Det andet offer (2025)[10]

## Gæsteoptræden
- Vokal på "...Like a Trance Like..." og "Stroke of Midnight" fra albummet Stor langsom stjerne (2017) med Sort Sol
- Someone We Used To Love (2023, anamē feat. Lydmor)
- Couples Therapy (2023, anamē feat. Lydmor)
- Peaceful Avenues (2024, anamē feat. Lydmor)
- Astronauts (2025, anamē feat. Lydmor) [11][12][6][13]